# Municipio de Franklin (condado de Henry)
El municipio de Franklin (en inglés: Franklin Township) es un municipio ubicado en el condado de Henry en el estado estadounidense de Indiana. En el año 2010 tenía una población de 1157 habitantes y una densidad poblacional de 15,61 personas por km².

## Geografía
El municipio de Franklin se encuentra ubicado en las coordenadas 39°49′4″N 85°21′51″O / 39.81778, -85.36417. Según la Oficina del Censo de los Estados Unidos, el municipio tiene una superficie total de 74.1 km², de la cual 73,76 km² corresponden a tierra firme y (0,46 %) 0,34 km² es agua.

## Demografía
Según el censo de 2010, había 1157 personas residiendo en el municipio de Franklin. La densidad de población era de 15,61 hab./km². De los 1157 habitantes, el municipio de Franklin estaba compuesto por el 97,84 % blancos, el 0,43 % eran afroamericanos, el 0,09 % eran asiáticos, el 0,17 % eran de otras razas y el 1,47 % eran de una mezcla de razas. Del total de la población el 2,33 % eran hispanos o latinos de cualquier raza.